# Ludmila Engquist
Ludmila Engquist também conhecida como Ludmila Narozhilenko (nome de batismo: Lyudmila Viktorovna Leonowa); (Oblast de Tambov, 21 de abril de 1964) é uma ex-velocista e campeã olímpica sueca, nascida na União Soviética, competidora em eventos esportivos internacionais pela URSS e pela Comunidade dos Estados Independentes, antes de obter cidadania sueca e passar competir por este país.
Uma atleta com altos e baixos tanto na carreira esportiva quanto na vida pessoal, ela passou por casamentos diferentes, troca de países e de cidadanias, glórias olímpicas e mundiais, câncer de mama e suspensão do esporte por doping.

## Carreira
Ludmila competiu em Seul 1988 pela URSS sem conseguir bons resultados, caindo ao tropeçar numa barreira durante as semifinais, eliminada antes da final da competição.«Ludmila ENGQUIST - U.S.S.R. - 100m Hurdles gold at 1991 Worlds». SportingHeroes. Consultado em 23 de março de 2013</ref> Em 1991, porém, conseguiu brilhar ao conquistar a medalha de ouro nos 100m c/ barreiras no Campeonato Mundial de Atletismo de Tóquio.
Depois de participar de Barcelona 1992 integrando a Equipe Unificada dos países da ex-União Soviética, ela se viu envolvida num caso de doping, casou-se novamente e mudou-se para a Suécia, onde conseguiu a cidadania deste país. Em Atlanta 1996, competindo por seu país adotivo, conquistou a medalha de ouro nos 100 m c/ barreiras, com a marca de 12s58. No ano seguinte, ela tornou-se novamente campeã mundial da prova em Atenas 1997. Estas vitórias a fizeram a atleta mais popular da Suécia no fim do século XX e Ludmila foi agraciada com a Medalha de Ouro do Svenska Dagbladet (Svenska Dagbladets Guldmedalj), dada ao melhor esportista do ano do país, a primeira atleta não-nativa da Suécia a recebê-lo.

### Câncer e doping
No começo de 1999, Ludmila foi diagnosticada com câncer de mama. Operada em 21 de abril, dia de seu 35º aniversário, ela interrompeu a quimioterapia pela qual passava para não ter seus treinos e sua carreira prejudicada e conseguiu uma medalha de bronze na prova de barreiras no Campeonato Mundial de Sevilha daquele ano. Após encerrar a carreira nas pistas no ano seguinte, ela estabeleceu a meta pessoal de se tornar a primeira mulher a conseguir uma medalha de ouro nos Jogos Olímpicos de Verão e nos Jogos Olímpicos de Inverno. Para isso começou a treinar para competir no evento inaugural do bobsleigh para duplas femininas, a ser disputado pela primeira vez nos Jogos Olímpicos de Inverno de 2002 em Salt Lake City, nos Estados Unidos.
Em 2001 porém, ela teve um resultado positivo para o uso de drogas banidas recentemente pelo COI e foi suspensa por dois anos de qualquer competição esportiva. Sua admissão do uso de esteróides, mas apenas no período referente aos treinamentos para competir no bobsleigh, a tornaram uma figura bastante controvertida na Suécia, depois de um período em que era vista como um grande ídolo e exemplo para as crianças do país, por suas vitórias no atletismo e sua luta contra o câncer. O uso de drogas anabolizantes nesta época e seu passado em que também esteve envolvida em dopagem quando competia nas pistas pela União Soviética, fez com que muitos considerassem que todas as suas conquistas tinham relação com o uso de substâncias proibidas, fato que nunca foi provado. Sua suspensão acabou em 2003, mas ela não mais retornou às competições esportivas.
Ludmila hoje vive na Espanha com seu marido sueco, Johan Engquist.